# Ars Amatoria
Ars Amatoria a fost un grup de umor fondat la Cluj în anii 1970.

## Mentor
- Ion Vartic

## Membri
- Radu G. Țeposu
- Ioan Groșan
- George Țâra
- Lucian Perța

Au mai făcut parte din grup: Emil Hurezeanu, Ioan Buduca, Toni Grecu, Ioan Gyuri Pascu — ultimii doi fondînd mai tîrziu grupul Divertis